# Крату (Сеара)
Крату (порт. Crato)  —  муниципалитет в Бразилии, входит в штат Сеара. Составная часть мезорегиона Юг штата Сеара. Входит в экономико-статистический  микрорегион Карири. Население составляет 111 198 человек на 2007 год. Занимает площадь 1 009,202 км². Плотность населения — 114,0 чел./км².

## История
Город основан 21 июня 1764 года. 

## Статистика
- Валовой внутренний продукт на 2005 составляет 459.764.000,00 реалов (данные: Бразильский институт географии и статистики).
- Валовой внутренний продукт на душу населения на 2005 составляет 4.051,00 реалов (данные: Бразильский институт географии и статистики).
- Индекс развития человеческого потенциала на 2000 составляет 0,716 (данные: Программа развития ООН).

## География
Климат местности: тропический.
```

```

## Галерея

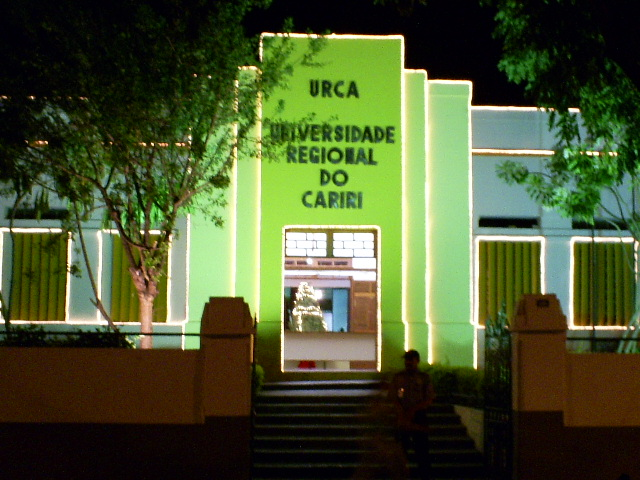
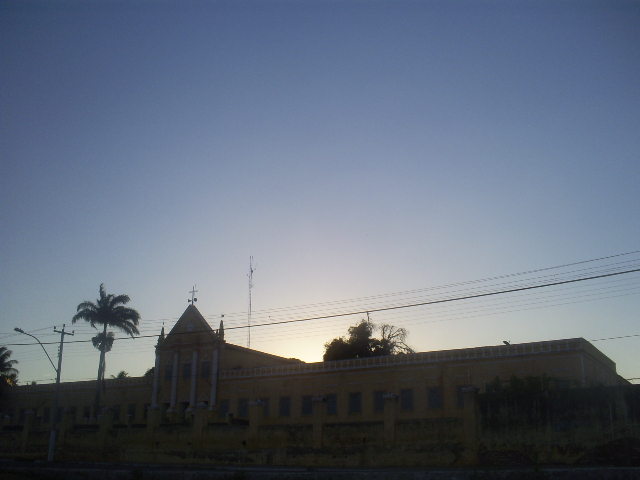
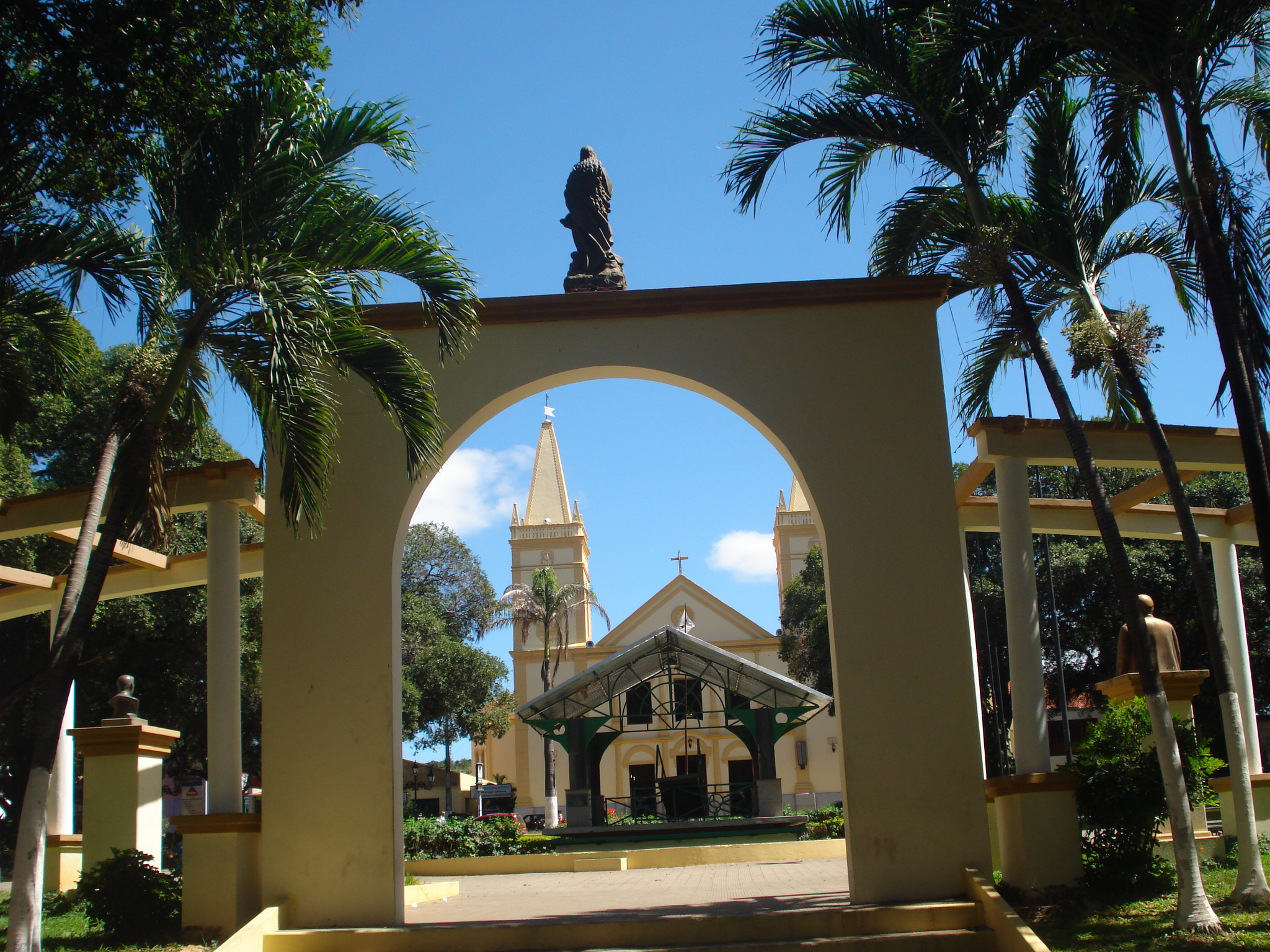
Собор
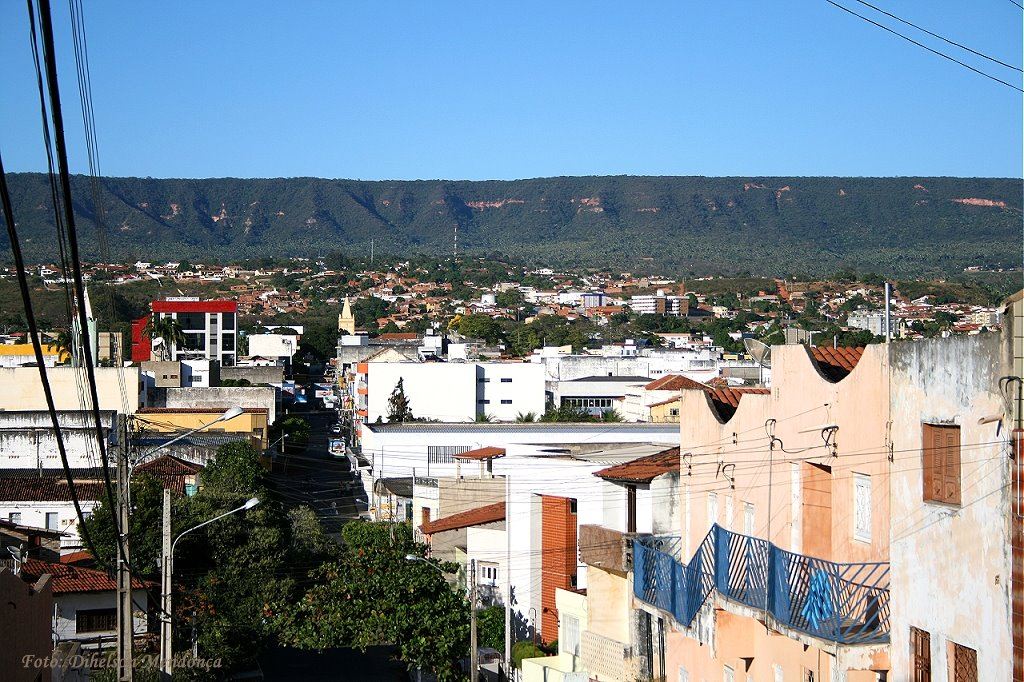
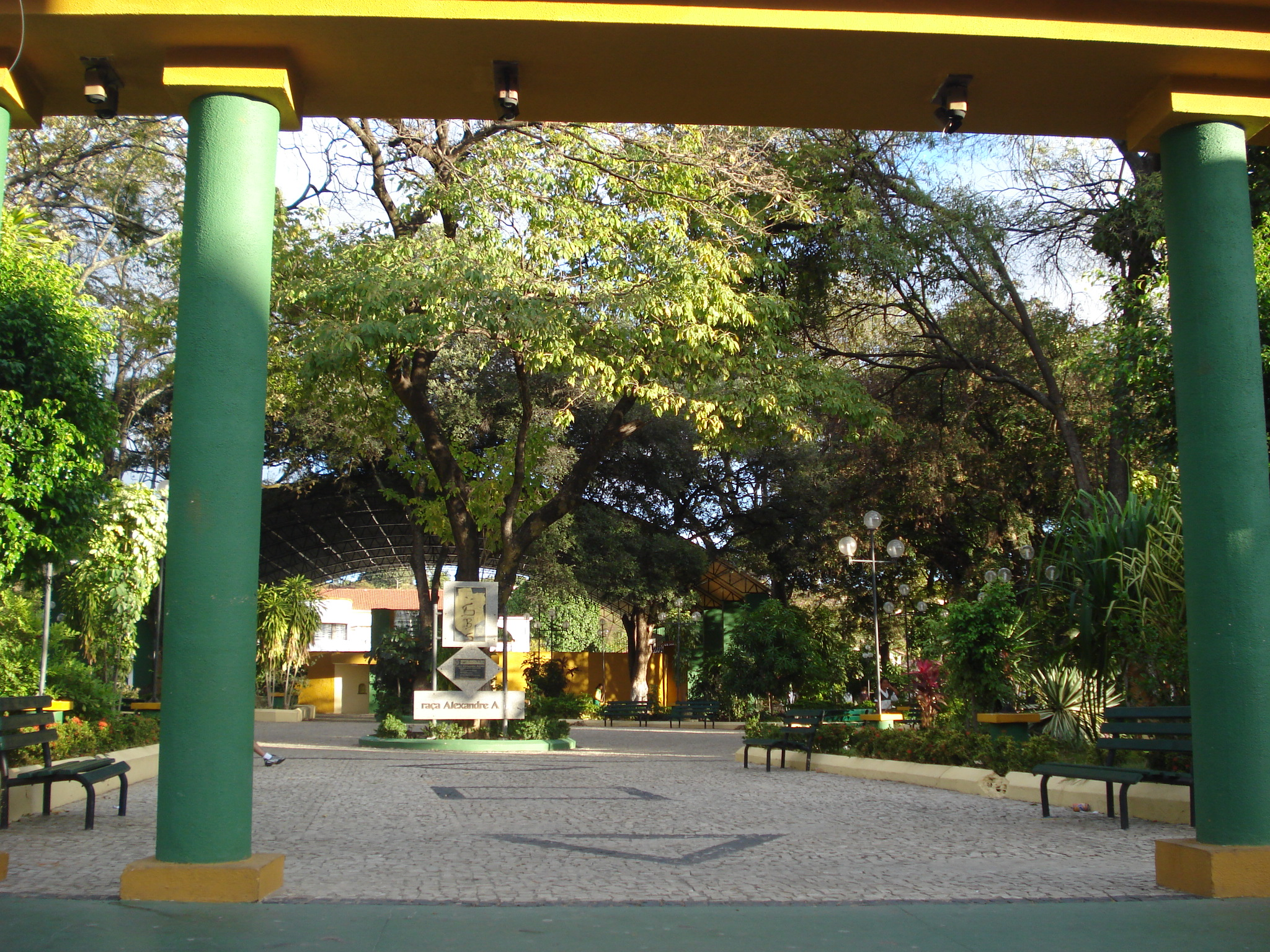
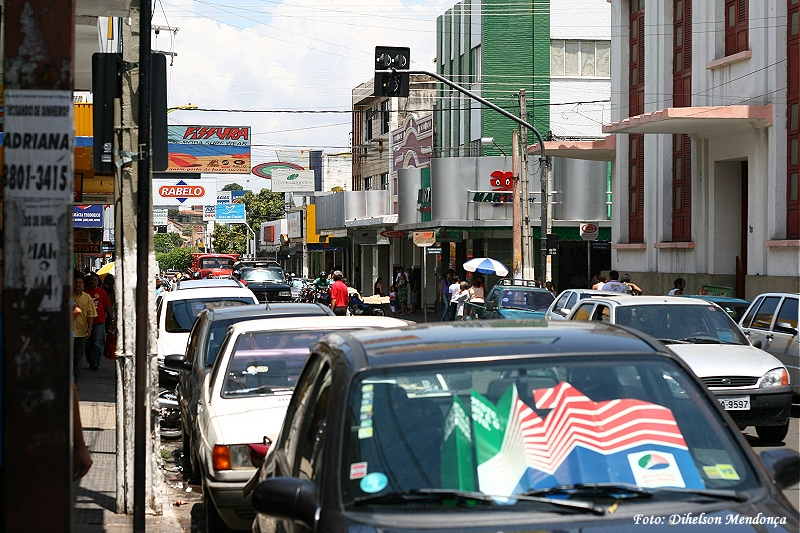
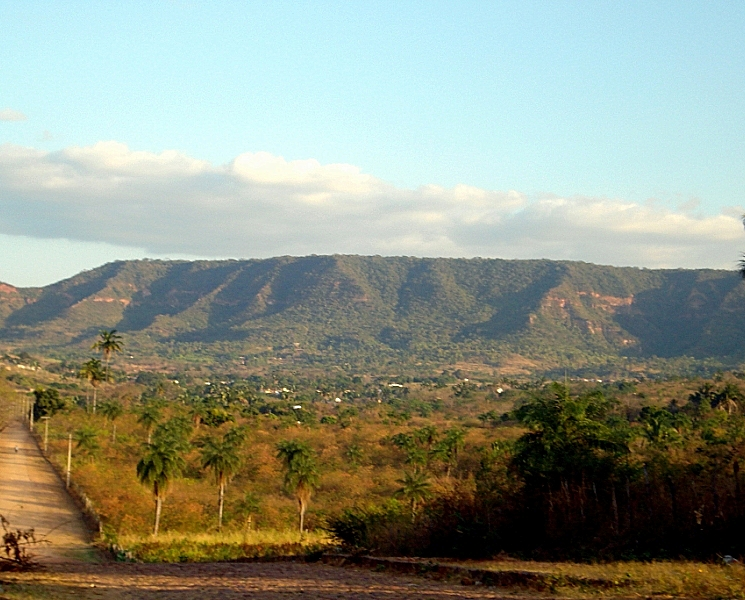
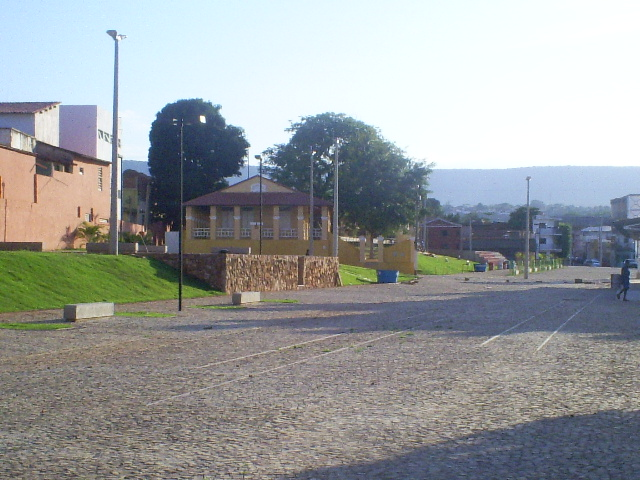
Вокзал
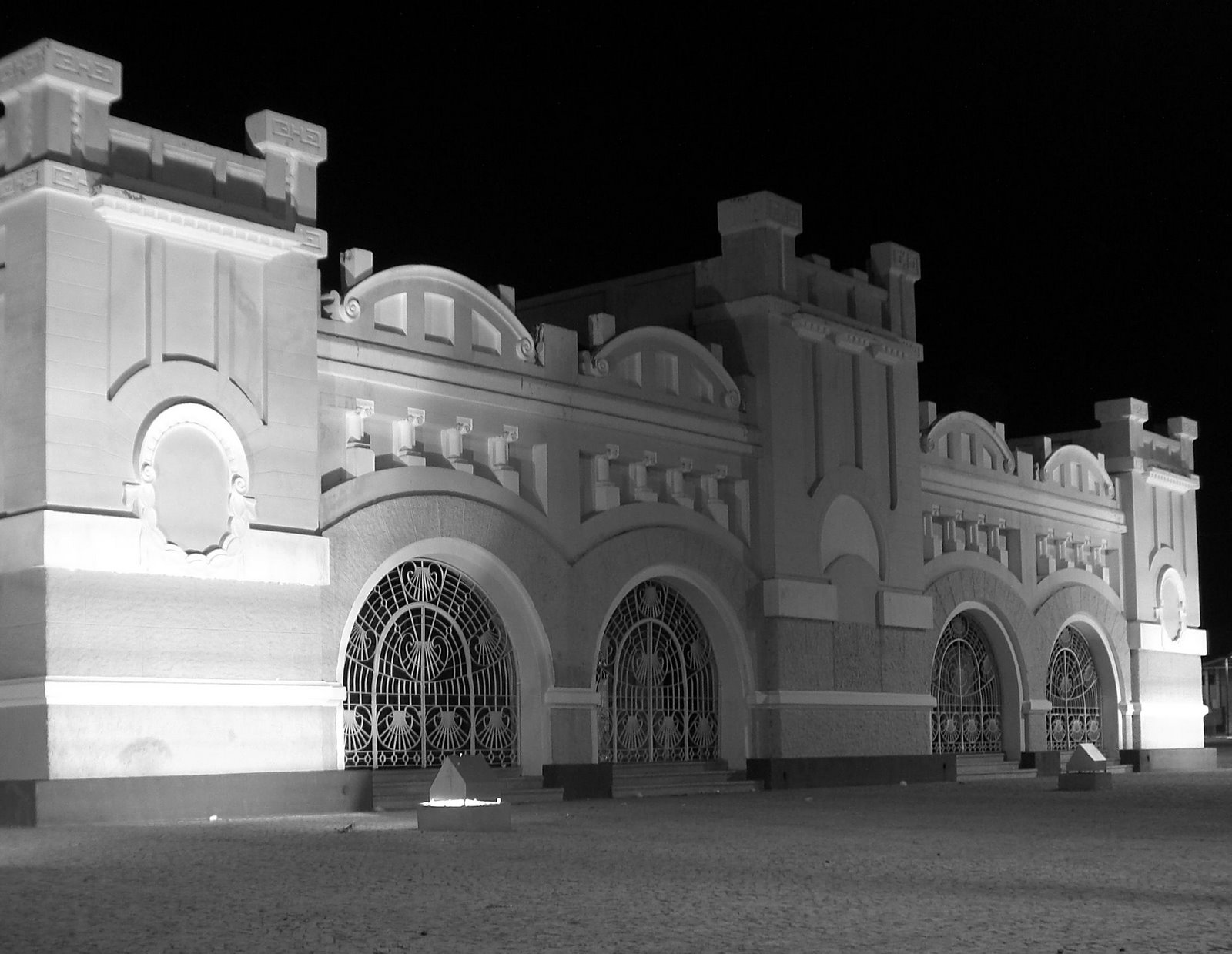
Вокзал
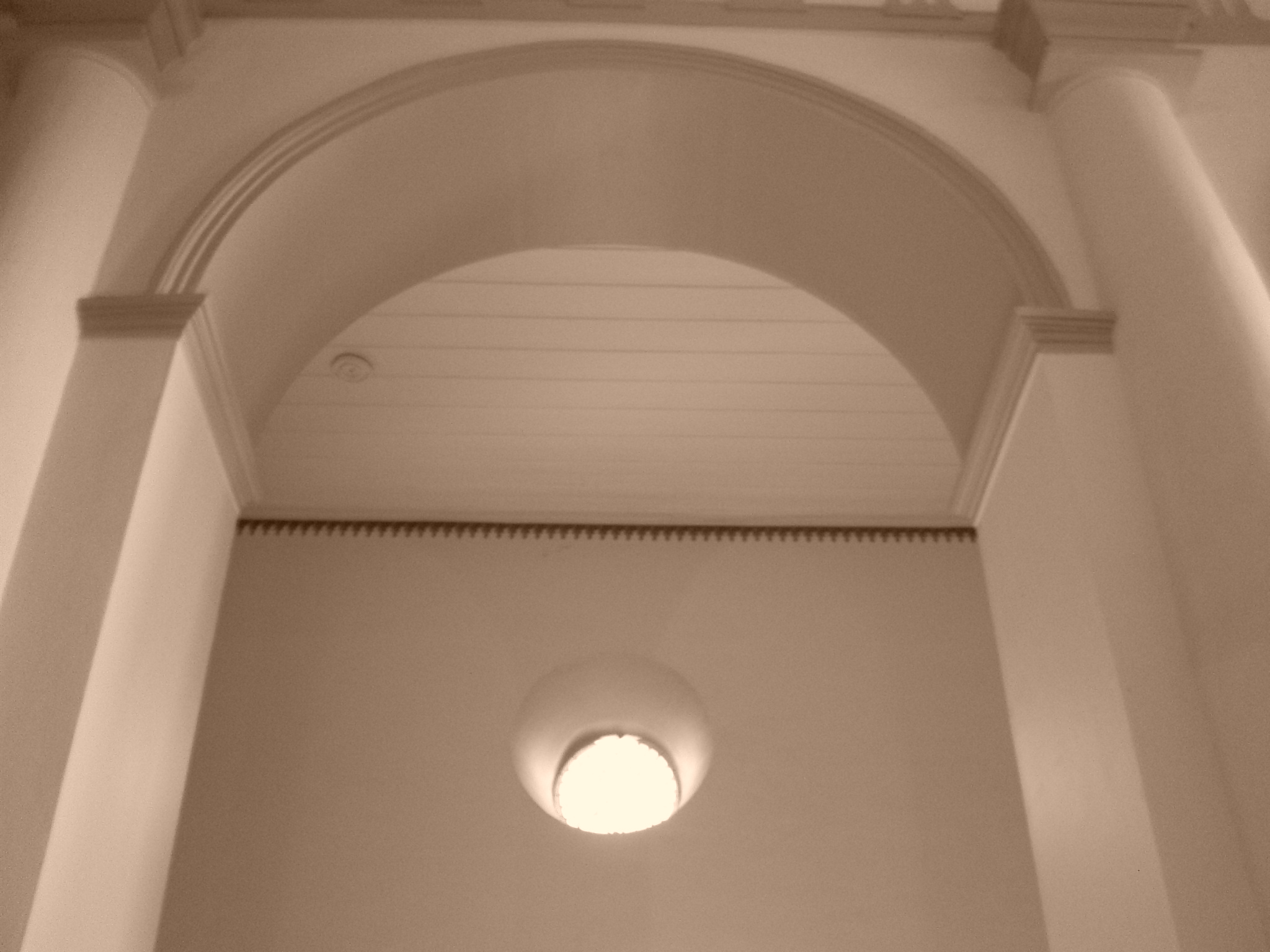